# Folioceros
Folioceros egy nemzetség a becősmohák törzsének Anthocerotaceae családjából. 

## Jellemzőjük
A gametofiton telepe (tallusz) sárgás-zöld színű, amely merev, hullámos és kissé áttetsző. A telep lebenyei rövidek, majdnem mindig szárnyasan elágazóak. A növények telepei általában egy centiméternél keskenyebbek és 3 centiméternél nem sokkal hosszabbak. A sejtekben 1-2 kloroplasztisz van, melyekben lehet pyrenoid (F. fuciformis), de hiányozhat is (F. assamicus). Az ivarszervek elhelyezkedése alapján egy- vagy kétlakiak lehetnek.

A következő néhány tulajdonság alapján lehet a megkülönböztetni az Anthocerotaceae többi nemzetségétől: 
- A pseudoelaterák 7 mikrométernél keskenyebbek és több mint 300 mikrométer hosszúak, vastag falúak.
- Sporák mintázata, felszíne inkább tüskés vagy oszlopos (baculate), mint hálózatos (reticulate).
- A telep belsejében több nagyméretű, nyálkával telt üreg van.

## Elterjedésük, élőhelyük
A nemzetség tagjai elsősorban Ázsia trópusi és szubtrópusi régióiban gyakoriak (India, Japán, Kína, Tajvan), de néhány faj Dél-Amerikában is megtalálható (Brazília), illetve Ausztráliában.

Nedves sziklákon, parlagon hagyott nedves szántókon és vízesések közelében élnek a Folioceros fajok.

## Rendszerezésük
A Folioceros nemzetséget hivatalosan D. C. Bharadwaj botanikus írta le a F. assamicus típusfaj alapján.
A Hässel de Menendez osztályozási rendszere a Folioceros nemzetséget külön családba, a Foliocerotaceae-be helyezte, amit teljesen külön rendbe, a Foliocerotales-be tette. Ez a besorolás kladisztikus morfológiai elemzésen alapszik, de egyéb az irodalomban található kutatások alapján ezt nem fogadták el végzett további kutatások általánosságban nem fogadták el, illetve nem támasztották alá. Így jelenleg, Folioceros az Anthocerotaceae családba van besorolva.

## Fajok
Jelenleg 22 fajt sorolnak a nemzetségbe:
Folioceros amboinensis (Schiffn.) Piippo

Folioceros appendiculatus (Steph.) J. Haseg.

Folioceros apiahynus (Steph.) Hässel

Folioceros argillaceus (Steph.) J.C. Villarreal & Cargill

Folioceros assamicus D.C. Bhardwaj

Folioceros dilatatus (Steph.) J.C.Villarreal et Cargill

Folioceros dixitianus (Mahab.) D.C. Bhardwaj

Folioceros fuciformis (Mont.) D.C. Bhardwaj

Folioceros glandulosus (Lehm. & Lindenb.) D.C. Bhardwaj

Folioceros incurvus (Steph.) D.C. Bhardwaj

Folioceros indicus D.C. Bhardwaj

Folioceros kashyapii S.C. Srivast. & A.K. Asthana

Folioceros mamillisporus (D.C. Bhardwaj) D.C. Bhardwaj

Folioceros mangaloreus (Steph.) D.C. Bhardwaj

Folioceros paliformis D.K. Singh

Folioceros physocladus D.C. Bhardwaj

Folioceros pinnilobus (Steph.) D.C. Bhardwaj

Folioceros satpurensis D.C. Bhardwaj & K.P. Srivast.

Folioceros spinisporus(Steph.) D.C. Bhardwaj

Folioceros udarii A.K. Asthana & S.C. Srivast.

Folioceros verruculosus (J. Haseg.) R.L. Zhu & M.J. Lai

Folioceros vesiculosus (Austin) D.C. Bhardwaj

## Fordítás
- Ez a szócikk részben vagy egészben  a   Folioceros című angol Wikipédia-szócikk ezen változatának fordításán alapul.  Az eredeti cikk szerkesztőit annak laptörténete sorolja fel. Ez a jelzés csupán a megfogalmazás eredetét és a szerzői jogokat jelzi, nem szolgál a cikkben szereplő információk forrásmegjelöléseként.

## Külső linkek
- Fotó (Tropicos.org)
- Képek a Folioceros fajokról